# París-Tours 1981
La París-Tours 1981 (también llamada Gran premio de Otoño) fue la 75.ª edición de la clásica París-Tours. Se disputó el 11 de octubre de 1981 y el vencedor final fue el neerlandés Jan Raas del equipo TI-Raleigh.

## Clasificación general[1]
|    | Ciclista                 | Equipo                | Tiempo     |
| -- | ------------------------ | --------------------- | ---------- |
| 1  | Jan Raas                 | TI-Raleigh            | 5h 41' 47" |
| 2  | Ferdi Van Den Haute      | La Redoute-Motobecane | m.t.       |
| 3  | Luc Colijn               | DAF Trucks-Cote d'Or  | m.t.       |
| 4  | Gianbattista Baronchelli | Bianchi-Piaggio       | m.t.       |
| 5  | Ronny Claes              | Capri Sonne           | m.t.       |
| 6  | Patrick Bonnet           | Renault-Elf           | m.t.       |
| 7  | Theo de Rooij            | Capri Sonne           | m.t.       |
| 8  | Hennie Kuiper            | DAF Trucks-Cote d'Or  | m.t.       |
| 9  | Philippe van de Ghinste  | Eurobouw-Rossin       | m.t.       |
| 10 | Rudy Pevenage            | Capri Sonne           | a 43"      |